# 어나더 게이 무비 2
어나더 게이 무비 2(Another Gay Sequel: Gays Gone Wild!)는 2008년 공개된 미국의 게이 로맨틱 코미디 영화이다. 어나더 게이 무비의 후속작이다.

## 줄거리
네 명의 친구, 앤디, 니코, 자로드, 그리고 그리프는 봄방학을 맞아 포트 로더데일에 재회한다. 이들은 '게이즈 곤 와일드!'라는 콘테스트에 참여하게 되는데, 이는 봄방학 동안 누가 가장 많은 남자와 성관계를 맺는지 겨루는 것이다. 우승자는 '미스 게이 곤 와일드'로 선정된다.
앤디는 쉽게 남자들을 유혹하지만, 니코는 전혀 인기를 얻지 못한다. 니코는 인어와의 환상에 자주 빠진다. 앤디는 매력적인 순수남 루이스에게 사랑에 빠져 갈등한다. 자로드와 그리프는 커플이 되었지만, 콘테스트 참가 여부를 두고 고민한다. 한편, 재스퍼라는 세 명의 경쟁자들은 어떤 수단을 써서든 콘테스트에서 우승하려 한다.
한편, 비행기에서 만난 페레즈 힐튼은 젊은 신부를 화장실로 유혹하려다 머리를 다쳐 광신도가 되어 게이들의 활동을 억압하려 한다. 그러나 다시 한번 머리를 다쳐 원래대로 돌아온다.

## 배역
- 제이크 모서 - 앤디 윌슨 (Andy Wilson)
- 조나 블레크먼 - 니코 헌터 (Nico Hunter)
- 지미 클래보츠 - 재로드 (Jarod)
- 에런 마이클 데이비스 - 그리프 (Griff)
- 유리아미스 로사다 - 루이스 (Luis)
- 페레즈 힐턴 - 페레즈 힐턴 (Perez Hilton)
- 루폴 - 타이렐 타이렐 (Tyrell Tyrelle)
- 스콧 톰프슨 - 윌슨 (Mr. Wilson)
- 레이디 버니 - 샌디 코브 (Sandi Cove)
- 윌 위클리 - 재스퍼 (Jasper)
- 브랜던 림 - 재스퍼 챈 (Jasper Chan)
- 아이작 웹스터 - 재스퍼 플레지 (Jasper Pledge)
- 브렌트 코리건 - 호수의 인어